# TMEM41B
TMEM41B (англ. Transmembrane protein 41B) – білок, який кодується однойменним геном, розташованим у людей на 11-й хромосомі. Довжина поліпептидного ланцюга білка становить 291 амінокислот, а молекулярна маса — 32 513.
| 10         |  | 20         |  | 30         |  | 40         |  | 50         |
| ---------- |  | ---------- |  | ---------- |  | ---------- |  | ---------- |
| MAKGRVAERS |  | QLGAHHTTPV |  | GDGAAGTRGL |  | AAPGSRDHQK |  | EKSWVEAGSA |
| RMSLLILVSI |  | FLSAAFVMFL |  | VYKNFPQLSE |  | EERVNMKVPR |  | DMDDAKALGK |
| VLSKYKDTFY |  | VQVLVAYFAT |  | YIFLQTFAIP |  | GSIFLSILSG |  | FLYPFPLALF |
| LVCLCSGLGA |  | SFCYMLSYLV |  | GRPVVYKYLT |  | EKAVKWSQQV |  | ERHREHLINY |
| IIFLRITPFL |  | PNWFINITSP |  | VINVPLKVFF |  | IGTFLGVAPP |  | SFVAIKAGTT |
| LYQLTTAGEA |  | VSWNSIFILM |  | ILAVLSILPA |  | IFQKKLKQKF |  | E          |

A: Аланін

C: Цистеїн

D: Аспарагінова кислота

E: Глутамінова кислота

F: Фенілаланін

G: Гліцин

H: Гістидин

I: Ізолейцин

K: Лізин

L: Лейцин

M: Метіонін

N: Аспарагін

P: Пролін

Q: Глутамін

R: Аргінін

S: Серин

T: Треонін

V: Валін

W: Триптофан

Кодований геном білок за функцією належить до фосфопротеїнів. 
Задіяний у таких біологічних процесах, як нейрогенез, альтернативний сплайсинг. 
Локалізований у мембрані.